# Сасько Федорович
Сасько, или Сашко Федорович (Саша Федорович;? — 1596) — казацкий старшина, полковник, участник казацких войн 1591—1596 годов. Впервые упоминается в 1593 году в окружении Криштофа Косинского. В 1594 году был послом запорожцев у австрийского императора. В 1594—1595 участвовал в молдавских походах. В 1596 командовал полком в армии Григория Лободы. Погиб в бою под Белой Церковью. Вероятно, брат Мисько Федоровича.